# Килотоа
Килотоа (исп. Quilotoa) — вулкан конической формы в Эквадоре высотой 3914 метров над уровнем моря. Расположен на границе хребта Восточная Кордильера, в 35 километрах к западо-северо-западу от города Латакунга. В центре вулкана расположена кальдера диаметром около 3 километров, заполненная озером. Килотоа является самым западным вулканом эквадорских Анд.

## Физико-географическая характеристика
Вулкан Килотоа имеет форму усеченного конуса, состоящего из дацитовых пород. Килотоа расположен на границе хребта Восточная Кордильера, в 35 километрах к западо-северо-западу от города Латакунга, в провинции Котопахи. В центре вулкана расположена кальдера диаметром около 3 километров с крутыми стенами, которые возвышаются на 400 метров над поверхностью озера глубиной до 240 метров. Объём озера составляет около 0.6-0.7 км3. По периметру кальдеры расположено несколько куполов, образованных лавой, самый высокий из которых имеет высоту 3914 метров над уровнем моря. На берегу озера расположены фумаролы, а на восточной стороне вершины есть горячие источники.
Озеро Килотоа в кальдере является популярным местом туризма. На юго-западной стороне организован туристический комплекс, к которому ведёт асфальтированная дорога из городов Латакунга и Сумбагую (расположен в 17 километрах южнее вулкана).

## Извержения
Последнее подтверждённое извержение вулкана датируется 1280 годом. Данные о времени извержения получены методом радиоуглеродного анализа. Извержение имело показатель вулканической эксплозивности (VEI) равный 6. Потоки лавы дошли до Тихого океана. В процессе извержения было выброшено около 18 км3 магмы за 4 фазы. В результате извержения появилась кальдера. Пепел, образовавшийся в результате извержения вулкана, покрыл область площадью 37 000 км2, с толщиной от 75 сантиметров вблизи вулкана до 1 сантиметра в отдаленных районах. После этого извержения, предположительно, произошло ещё несколько, но данные о них противоречивы. Геологические исследования показали, что за последние 200 000 лет было как минимум 8 извержений вулкана Килотоа.